# Chloé Cruchaudet
Chloé Cruchaudet (Lyon, 2 november 1976) is een Franse stripauteur. Haar studie architectuur brak ze af en ze begon terug tekenles te volgen. Ze studeerde af aan tekenfilmschool Les Gobelins in Parijs. Met haar debuutstrip Groenland Manhattan won ze de prix Goscinny voor beste scenario. 
Haar volgende strip Ida gaat over een Zwitserse die eind negentiende eeuw naar Afrika trekt op ontdekkingsreis. Voor deze strip reisde Chloé Cruchaudet zelf naar Benin. Deze strip kreeg lovende kritieken. Het tweede deel kreeg van criticus Thierry Bellefroid de beoordeling "onmisbaar". Hij motiveerde als volgt: Chloé Cruchaudet is op de top van haar kunnen. Episch, grappig, ontroerend, griezelig. Het verhaal is op bewonderenswaardige wijze getekend en roept al die emoties op.

## Werk
- Groenland Manhattan (Delcourt)
- Ida (3 delen) (Delcourt)
- La fête foraine de Gus (Balivernes)
- Mauvais genre (Delcourt)

- Biblioteca Nacional de España: XX5421457
- Bibliothèque nationale de France: cb140901078 (data)
- Gemeinsame Normdatei: 1049924436
- International Standard Name Identifier: 0000 0000 7841 0166
- Library of Congress Control Number: no2008155012
- Système universitaire de documentation: 129698326
- Virtual International Authority File: 73679900
- WorldCat: E39PBJqfGj84vBVtF6Mr6JWMT3